# Посольство Великобритании в Исландии
Посольство Великобритании в Рейкьявике является главной дипломатической миссией Соединённого Королевства в Исландии. Посольство расположено на улице Лёйваусвегюр в районе Мидборг города Рейкьявик. С 1990-х годов здание находится в совместном пользовании с посольством Германии. Нынешним послом Великобритании в Исландии является Брайони Мэтью (англ. Bryony Mathew).

## История

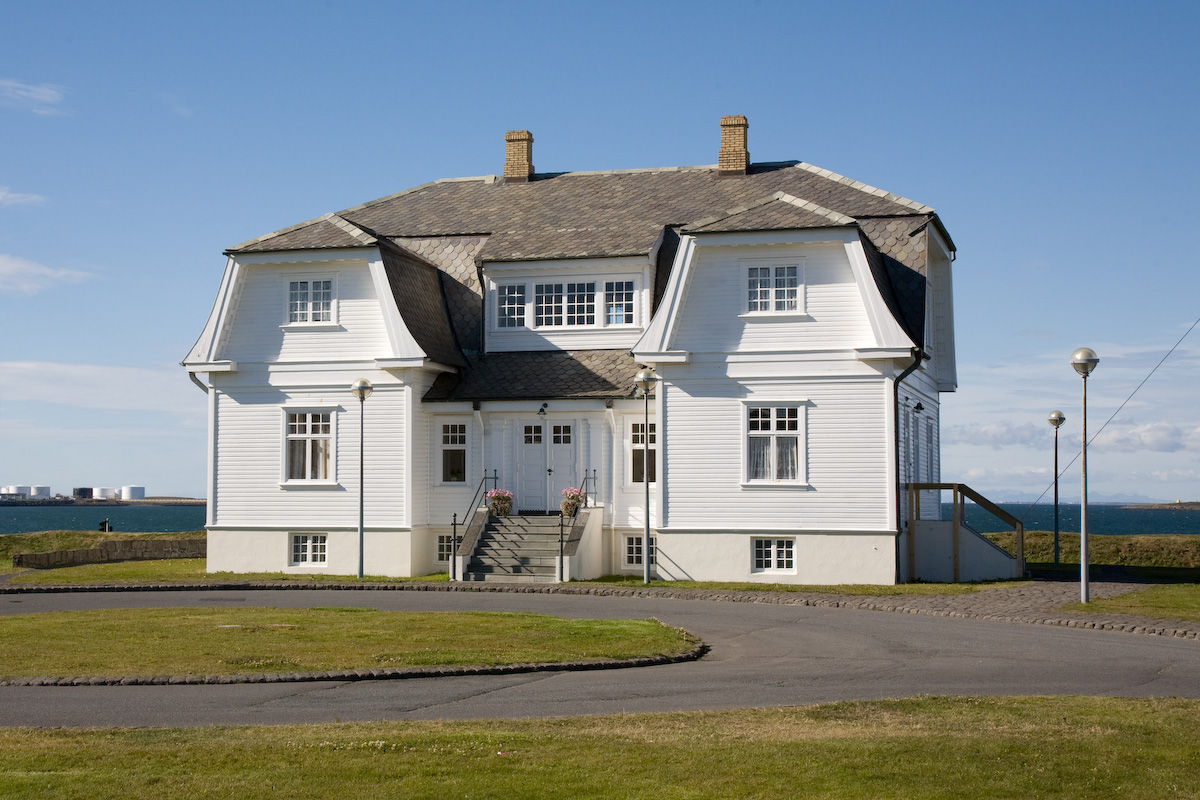
Хёвди, бывшее здание британского посольства

Первый представитель Великобритании в Исландии Чарльз Смит был назначен 8 мая 1940 года во время Второй мировой войны. Он прибыл в сопровождении британских войск, оккупировавших Исландию. До тех пор Исландия находилась в зависимости от Дании.
Домом для первого британского посольства был Хёвди (наиболее известный как место проведения саммита в 1986 году). В 1950-х годах посольство было перенесено на своё нынешнее место на улице Лёйваусвегюр. В 1968 году британское правительство купило участок по адресу Лёйваусвегюр 31, а находившийся там старый фермерский дом был передан в дар музею Рейкьявика и перенесён в объект культурного наследия в Аурбайарсабне.
Когда посольство было перестроено в 1990-х годах, было решено, что здание слишком велико для нужд Великобритании, и поэтому оно искало партнёра, с которым могло бы поделиться им. В то время правительство Германии искало новое место и поэтому согласилось разделить здание. Считается, что это первый случай, когда два посольства размещались в одном здании. Посольство было открыто 2 июня 1996 года в присутствии Малькольма Рифкинда, Вернера Хойера и Халльдоура Аусгримссона.